# Sphaerodactylus clenchi
Sphaerodactylus clenchi este o specie de șopârle din genul Sphaerodactylus, familia Gekkonidae, descrisă de Shreve 1968.

## Subspecii
Această specie cuprinde următoarele subspecii:
- S. c. apocoptus
- S. c. clenchi